# Elbling Route
Die Elbling Route ist eine Ferienstraße, auch Themenstraße genannt, die der gemeinsamen, touristisch interessanten Thematik des Elblingweins zugeordnet wurde und durch eine einheitliche amtliche Beschilderung gekennzeichnet ist.
Die Route verbindet alle Gemeinden, Weingüter und touristische Attraktionen an der Obermosel durch umfangreiche Informationstafeln. Sie führt von Nittel nach Igel.
Koordinaten: 49° 39′ 9,4″ N, 6° 26′ 50″ O